# Província de Nampula

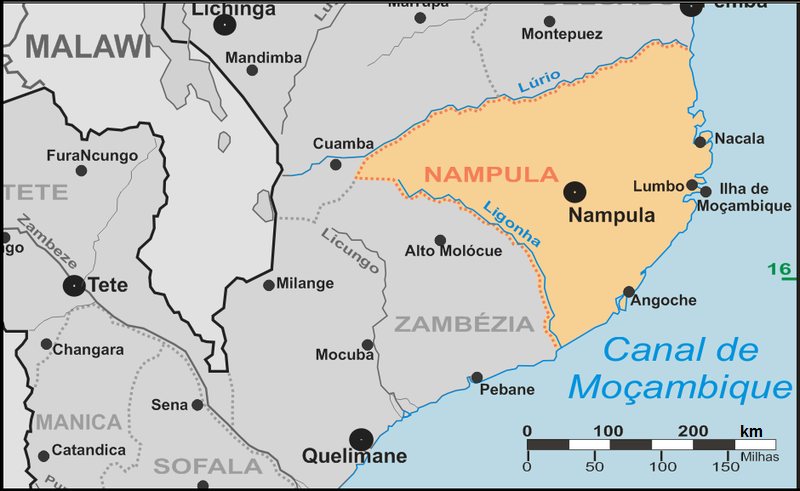
Mapa de la província de Nampula

Nampula és una província de Moçambic. Té una superfície de 79.010 km² i una població de 5.758.920 el 2017. La capital provincial és Nampula, tercera ciutat del país i anomenada capital del nord.

## Demografia
| 1980      | 1997      | 2007      |
| 2.241.745 | 2.975.747 | 3.985.613 |

## Història
Al segle x fonts àrabs esmenten l'illa de Moçambic com a centre de comerç a l'oceà Índic; el 1498 hi va desembarcar Vasco de Gama que va reclamar l'illa per a Portugal. El 1502 Vasco hi va tornar i es va construir un establiment, però fins al 1507 o 1508 no fou construït el fort Sao Gabriel; els portuguesos, des d'aquesta illa, van estendre la seva influència i comerç a la zona costanera; el 1607 els holandesos van atacar l'illa però foren rebutjats.
Fins al 1762 fou una dependència del virrei de l'Índia amb seu a Goa, però en aquest any va passar a la corona portuguesa. L'obertura del canal de Suez va fer disminuir la importància estratègica de l'illa de Moçambic (Ilha de Moçambique) i la seva zona d'influència (1869) i el 1898 la capital de la colònia va passar a Lourenço Marques, la moderna Maputo. Ilha de Moçambique va romandre com a capital del districte de Moçambique. Més tard es va anomenar el territori com a Nampula (d'una ciutat de l'interior continental, seu del comandament general de Macuana), nom que portava als anys 40 i 50; el 1947 la construcció del port de Nacala, a la costa continental una mica al nord de Ilha de Moçambique, va suposar el cop de gràcia per aquesta ciutat. Nampula fou declarada ciutat el 22 d'agost de 1956 i finalment capital del districte, encara que aquest va recuperar el seu nom de Moçambique. El 1967 l'illa va quedar unida a la part continental per un pont. El 25 de juny de 1975 el districte va esdevenir una de les províncies de Moçambic. El 1991 l'illa de Moçambic fou declarada Patrimoni de la Humanitat.

## Divisió administrativa
Administrativament està dividida en 18 districtes i 5 municipalitats:
- Districte d'Angoche
- Districte d'Eráti
- Districte de Lalaua
- Districte de Malema
- Districte de Meconta
- Districte de Mecubúri
- Districte de Memba
- Districte de Mogincual
- Districte de Mogovolas
- Districte de Moma
- Districte de Monapo
- Districte de Mossuril
- Districte de Muecate
- Districte de Murrupula
- Districte de Nacala-a-Velha
- Districte de Nacarôa
- Districte de Nampula
- Districte de Ribáuè

Municipalitats:
- Angoche
- Illa de Moçambic
- Monapo
- Nacala Porto
- Nampula

## Governadors
La província és dirigida per un governador provincial nomenat pel President de la República.
- (1995-2000) Rosário Mualeia[4]
- (2000-2005) Abdul Razak[5]
- (2005-2006) Filipe Paúnde[5]
- (2006-2012) Felismino Tocoli[6]
- (2012-2015) Cidália Manuel Chaúque[7]
- (2015-) Victor Manuel Borges[8]